# Disco (Pet Shop Boys-album)
A Disco a Pet Shop Boys második nagylemeze. Megjelent 1986. november 17-én.
Debütáló almumuktól a Please-től eltérően ez nem új felvételeket tartalmaz, hanem az arról kimásolt kislemezen is kiadott dalok illetve b-oldalas számok hosszabb remixeit. Ezek közt van korábban kiadatlan, olyan is ami korábban 12" maxilemezen is megjelent (igaz nem mind Angliában), de a "West End Girls"-höz készült egy teljesen új mix is. A lemez koncepciója, mint a címéből is egyszerűen kikövetkeztethető, az volt, hogy diszkókban lejátszható, jól táncolható dalokat tartalmazzon. Ez a lemez a későbbi Disco sorozat (bár a koncepciók mindig változtak) első tagja.
A lemezborító képei a Pet Shop Boys által rendezett Paninaro (a Suburbia kislemez b-oldala) c. számhoz készült videoklipből lettek felhasználva.

## Tracklisták

### Eredeti album
1. "In the Night" (Arthur Baker's Extended mix)
2. "Suburbia" (Julian Mendelssohn's Full Horror mix)
3. "Opportunities (Let's Make Lots of Money)" (Ron Dean Miller and Latin Rascals's Version Latina)
4. "Paninaro" (Pet Shop Boys and David Jacob's Italian mix)
5. "Love Comes Quickly" (Shep Pettibone's Mastermix)
6. "West End girls" (Shep Pettibone's Disco mix)

## Közreműködők
- Neil Tennant
- Chris Lowe

### Remixerek
- "In the Night" remixlte Arthur Baker
- "Surburbia" produced and mixed by Julian Mendelssohn
- "Opportunities" remixlte Ron Dean Miller és a Latin Rascals
- "Paninaro" remixelte a Pet Shop Boys és David Jacob
- "Love Comes Quickly" remixelte Shep Pettibone a Mastermix Production-tól
- "West End Girls" remixelte Shep Pettibone a Mastermix Production-tól

### Vendégzenészek
- Andy Richards – Fairlight on track 2
- Gary Barnacle – Saxophone on track 2
- Blue Weaver and Khris Kallis – Additional keyboards on track 3
- Adrien Cook – Fairlight on track 4
- Andy Mackay – Saxophone on track 5